# Wojciech Michał Umiastowski
Wojciech (Albrycht) Michał Umiastowski herbu Roch III – ciwun berżański w latach 1658–1684, sędzia grodzki upicki w latach 1655–1659.
20 października 1655 roku podpisał ugodę kiejdańską. Elektor Jana III Sobieskiego z Księstwa Żmudzkiego w 1674 roku. 